# Ciîjîkove, Iampil
Ciîjîkove (în ucraineană Чижикове) este un sat în comuna Bilîțea din raionul Iampil, regiunea Sumî, Ucraina.

## Demografie
Componența lingvistică a localității Ciîjîkove
     Ucraineană (100%)
Conform recensământului din 2001, toată populația localității Ciîjîkove era vorbitoare de ucraineană (100%).